# Le Mystère de la rue Rousselet
Pour les articles homonymes, voir Rousselet.
Le Mystère de la rue Rousselet est une comédie en 1 acte mêlée de couplets d'Eugène Labiche, représentée pour la 1re fois à Paris au Théâtre du Vaudeville le 6 mai 1861.
- Collaborateur Marc-Michel.
- Editions Librairie Nouvelle.

## Distribution
| Acteurs et actrices ayant créé les rôles |                   |
| Personnage                               | Acteur ou actrice |
| Georges Lafurette                        | Numa              |
| Guérineau                                | M. Parade         |
| Léon Darvel                              | M. Candeilh       |
| Nazaire, domestique                      | M. Hamburger      |
| Agathe, femme de Darvel                  | Mlle Germa        |